# Стефен Парез
Стефен Парез (фр. Stephen Parez) — французький регбіст, олімпійський чемпіон. 
Золоту олімпійську медаль та звання олімпійського чемпіона Парез виборов на Паризькій олімпіаді 2024 року в складі збірної Франції з регбі-7.